# Віртуальна школа
Віртуа́льна шко́ла (інтернет-школа чи кібершкола, англ. Cyberschool, або Домашня школа) — освітній заклад, в якому педагогічний процес і навчання здійснюються через інтернет.
Матеріали з навчальних курсів у віртуальній школі представлені в електронному вигляді та викладаються в системі дистанційного навчання. Ці матеріали зазвичай включаються в собі тексти лекцій з предмету, інтерактивні тести і тренажери, словники і т. д. Ознайомившись з матеріалами віртуального уроку, студент(учень) виконує ряд завдань, частина яких автоматично перевіряються системою, а частина викладачем-тьютором. Викладачі (тьютери) можуть також здійснювати навчання, контроль і оцінку знань студента (учня), спілкуючись з ним електронною поштою, по телефону, у форумі або з допомогою інших технічних засобів зв'язку.
Атестація студентів по всьому курсу зазвичай здійснюється у формі іспиту (очного або заочного). Термін «Віртуальна школа», як правило, використовується для опису системи загальної (Середньої) освіти в дистанційному режимі.

## Історія
Перші віртуальні школи з'явилися в США та Канаді в середині 1990-х років. Наприклад, приватна віртуальна школа в Онтаріо (Virtual High School [Архівовано 12 травня 2022 у Wayback Machine.]) вже в 1996 році запропонувала два онлайн-класу — з біології та канадської літератури. У великій віртуальної школі у Флориді (Florida Virtual School [Архівовано 28 травня 2009 у Wayback Machine.]) навчаються близько 30 тис. студентів.
В даний час віртуальні школи існують у всьому світі, але в Сполучених Штатах вони особливо широко поширені (наприклад, в Кентуккі [Архівовано 17 жовтня 2010 у Wayback Machine.], Луїзіані [Архівовано 27 березня 2022 у Wayback Machine.], Мічигані [Архівовано 7 червня 2017 у Wayback Machine.], Міссісіпі, Техасі [Архівовано 7 листопада 2016 у Wayback Machine.], Вісконсині [Архівовано 1 червня 2022 у Wayback Machine.] і т. д.). Ці навчальні заклади інтегровані в систему середньої освіти: учні можуть робити завдання з предметів, сидячи в комп'ютерних класах «звичайної» школи. Іноді навчання приймає заочну форму, іноді поєднує в собі елементи очного та заочного навчання.